# ساندرا تورس
ساندرا تورس (انگلیسی: Sandra Torres؛ زادهٔ ۵ اکتبر ۱۹۵۵) یک سیاست‌مدار اهل گواتمالا است. او در انتخابات ریاست جمهوری گواتمالا در سال ۲۰۱۵ رقیب جیمی مورالس بود.